# Alberto Morote Sánchez
Alberto Morote Sánchez (Ayacucho, 6 de diciembre de 1943) es un profesor, ingeniero químico, escritor y político peruano. Fue integrante de la Comisión de la Verdad y Reconciliación. Debido a su conocimiento de quechua, fue el encargado de recoger testimonios de comunidades quechua hablantes (como el de Uchuraccay) al ser el único de la Comisión que hablaba de forma fluida dicho idioma.

## Biografía
Nació en 1943 en el departamento de Ayacucho. Fue sobrino de Efraín Morote Best y primo del escritor Herbert Morote y del senderista Osmán Morote, uno de los integrantes de la cúpula de Sendero Luminoso. Estudió ingeniería química en la Universidad Nacional de San Cristóbal de Huamanga, siendo posteriormente docente de la universidad donde estudió y luego rector.
En 1985, fue blanco de un atentado senderista, pero su primo Osmán intercedió por él, por lo que se va a Dinamarca mediante una beca.

## Vida Política
Entre 1987 y 1989 fue parte de la Izquierda Unida. Fue candidato en las elecciones del año 2006 al Parlamento Andino por el Partido Nacionalista Peruano. En el año 2016, fue parte de la gerencia general del Gobierno Regional de Ayacucho. Escribió un libro titulado Sucesos ignorados que precedieron al inicio de la tormenta genocida en el año 2016, que contó con el prólogo de Salomón Lerner.

## Controversias
Ha sido investigado por el ministerio público por el delito de colusión. En el año 2021 fue candidato al congreso por el partido Juntos por el Perú. Estuvo involucrado en una controversia al afirmar que las vacunas contra el COVID-19 eran peligrosas.